# Pittosporum cornifolium
Pittosporum cornifolium là một loài thực vật có hoa trong họ Pittosporaceae. Loài này được A. Cunn. ex Hook. miêu tả khoa học đầu tiên năm 1832.